# Pouldreuzic
Pouldreuzic (tiếng Breton: Pouldreuzig) là một xã của tỉnh Finistère, thuộc vùng Bretagne, miền tây bắc Pháp.

## Dân số
Người dân ở Pouldreuzic được gọi là Pouldreuzicois.